# Frantoio
El frantoio és una de les principals varietats italianes d'olivera.
Està difosa per Itàlia central (Toscana) i també per altres països.

## Característiques agronòmiques
Varietat de vigor mitjà amb bona capacitat d'adaptació a diferents climes i terrenys. El temps que tarda a entrar en producció des de la plantació és més aviat que la majoria d'altres varietats d'olivera. Amb l'ús d'altres varietats que pol·linitzin a aquesta millora el rendiment final. Les olives, que tenen un pes mitjà d'entre 2 i 4 grams, maduren de forma escalonada i tardana.

## Usos
Per a fer oli que resulta de gust fruitat i estable